# 博士（学術）
博士（学術）（はくし がくじゅつ、英: Doctor of Philosophy: Ph.D.）は、大学院研究科の博士課程において学際的分野の学問を専攻し、研究指導の履修などを含む規定の単位取得を3年以上（修士課程・博士前期課程からは通算5年以上）経た上、博士学位請求論文ならびに学位試験による学位審査に合格し修了した者に授与される博士号学位の名称である。Doctor of Philosophy（ラテン語: Philosophiæ Doctor）の訳語としても用いられる。
学術博士の名称は、1975年の学位規則改正により追加された。

## 概要
修了時の学位として学術博士号の授与を可能とする「学際的な学問（学際研究）」とは、一つの学問分野では解決が困難な研究領域に対して、二つ以上の学問分野を統合して学問横断的に進めて行く研究を意味する。例えば、学際的な学問の一つに心理学がある。日本においては、大学院の心理学研究科（心理学専攻）および大学の心理学部（心理学科）は、主に文系領域に位置づけられていることが多い。しかし心理学は、実験心理学、認知心理学、生理心理学など自然科学的色彩の濃い分野も多く、研究手法にも統計学や実験を用いるなど応用数学的・理系的処理が要求されるため、「文系領域と理系領域など複数の領域にまたがっている学問」として「学際的な学問」の一つに数えられることがある。なかでも、臨床心理学の分野は、当該分野の開設されている研究科が文系の教育学系研究科から理系の医学系研究科までに及び、扱うテーマも精神科医療との関連性から精神医学、精神病理学、心身医学、精神薬理学など広範囲にわたり、学際的傾向が強い。文系領域の中では、社会学や経済学をはじめ、研究手法に統計学や実験などを積極的に用い、理論・結果・考察を数理モデルで説明しようとする社会科学や行動科学の各研究科において、博士（学術）が授与されることがある。また、教育学系研究科において、各教科教育の分野で研究業績を残した場合、博士（学術）を授与されることがある。

一方、理系領域の中では、脳機能や細胞・遺伝子レベルの解明などを行う基礎医学に留まらず、医療を受ける者の生活の質的向上なども研究目的に含めた全人的臨床医学、社会医学、および医学関連分野が学際的な学問に当てはまる。また、近年注目されている学問分野に、主にヒトの神経系やその神経システム機能、あるいはそこから生み出される認知処理・心理過程などを取り扱う神経科学（脳科学）がある。神経科学は、本来生物学の一学問分野であり、基礎科学（理学）に位置づけられるが、応用科学の電子工学・機械工学・システム工学などと融合し、ブレイン・マシン・インタフェース技術に代表されるサイバネティックスや、社会科学の心理学、言語学などと融合し、AI技術に代表される認知科学といった形での学際的発展を見せており、そのような学問分野における研究業績が同学位の授与に該当することがある。

## 歴史
1991年以前の学校教育法では、博士の学位が19種類と定められており、「学術博士」はそのうちの1つであった。従来の大学においては、各専門分野に応じた大学院研究科が設置されており、研究科の名称と取得できる博士の種類はほぼ一致していた。新制大学においても、専門性の高い内容に関する学位論文の審査により、従来の専門名を付与した学位が授与される例が多く存在した。他方で、博士課程を擁する大学院の設置を図った際に学際的な新機軸をもつ研究科の設置が要求されることも多かったため、学位の種類として学術博士号が基本となった研究科も多い。近年は、さらに学問の学際化が進んでおり、学術博士号の授与を可能とする学際的な学問の対象は増加しているが、1991年に実施された学位規則の改正により、後述のような名称の変更とともに、専攻分野を分かりやすく表現することが認められたため、大学院によっては独自性のある専攻分野名称を学位に付記している機関がある。したがって、学際的な学問を取り扱う大学院研究科であっても、必ずしも伝統的名称である「博士（学術）」を授与するとは限らない。

## 名称の変遷
1991年の学校教育法改正により、それまでは専攻分野を学位の前部に冠した表記を用いていたが、それ以降は学位授与機関が適切な専攻分野を付記するものとされ、専攻分野は学位の後部に括弧書きで併記される形が採用されている。したがって、同年をもって学術博士という名称での授与は終わり、以降は、正確には全て博士（学術）という名称での授与となったが、他の学位と同様、俗に学術博士の名称が用いられることもあり、既存の学位と極めて紛らわしいものであるとして問題視されている。

## 英語表記
博士（学術）、および学術博士の対訳は「Doctor of Philosophy (fr:Philosophiæ doctor)」であるが、中には学問体系上、横断的・学際的な学問を教養ととらえ、その分野の名称を取り、en:Doctor of Arts and Sciencesなどとされることもある。独立行政法人大学改革支援・学位授与機構の調査によると、学術博士を授与する場合「Doctor of Philosophy」の英訳を用いる大学が最も多い。
なお、学位制度は国によって異なり、それぞれの文化圏に根ざしている部分もあるため、一対一対応の訳語をとれないこともあり得るが、文部科学省の見解としては、日本の大学で取得した博士の学位の英名として、いずれの専攻分野であっても、また論文博士・課程博士のいずれであっても、Ph.D.を使用して差し支えないとしている。